# Département d'Estelí
Le département d'Estelí (en espagnol : Departamento de Estelí) est un des 15 départements du Nicaragua. Il est étendu sur 2 335 km2 et a une population de 228 766 hab. (estimation 2019). Sa capitale est Estelí.
Le département a été créé en 1891.

## Géographie
Le département est limitrophe :
- au nord-ouest et au nord, du département de Madriz ;
- au nord-est et à l'est, du département de Jinotega ;
- au sud-est, du département de Matagalpa ;
- au sud, du département de León ;
- à l'ouest, du département de Chinandega.

## Municipalités
Le département est subdivisé en 6 municipalités :
- Condega
- Estelí
- La Trinidad
- Pueblo Nuevo
- Limay
- San Nicolás

## Zones protégées
- Réserve naturelle de Cerro Quiabuc-Las Brisas